# Gorzyce Wielkie
Gorzyce Wielkie – zurbanizowana wieś w gminie wiejskiej Ostrów Wielkopolski, powiatu ostrowskiego, województwa wielkopolskiego. Położone są przy zachodniej granicy Ostrowa, przy drodze powiatowej Ostrów-Sulmierzyce. W bezpośrednim sąsiedztwie przystanek kolejowy Ostrów Wielkopolski Gorzyce.

## Historia
Pierwsze wzmianki o Gorzycach Wielkich pochodzą z 1402. Nazwa miejscowości wywodzi się od jej właścicieli Górzyckich herbu Doliwa (1557). W 1773 wieś została włączona do posiadłości małopolskich dóbr przygodzickich książąt Radziwiłłów herbu Trąby, w których pozostawała do lat 40. XX wieku. 
Przed 1932 rokiem miejscowość położona była w powiecie odolanowskim. W latach 1954–1972 wieś należała i była siedzibą władz gromady Gorzyce Wielkie. w latach 1975-1998 w województwie kaliskim, w latach 1932-1975 i od 1999 w powiecie ostrowskim. 
Pierwszym proboszczem parafii w Gorzycach i budowniczym kościoła Najświętszego Serca Pana Jezusa był ks. Teodor Korcz, późniejszy dziekan leszczyński, tajny szambelan papieski, papieski prałat honorowy. Jego imię nosi obecnie jedna z gorzyckich ulic.

## Zabytki
- kościół Najświętszego Serca Pana Jezusa, modernistyczny, zbudowany w latach 1936–48 według projektu Franciszka Morawskiego. W jego prezbiterium znajduje się obraz Koronacja Matki Boskiej z połowy XVII wieku, przeniesiony ze Skrzebowej. Na wschodniej ścianie kościoła znajduje się drewniany krzyż z 1817 o wysokości 13 m, do 1939 stojący pośrodku wsi – najstarszy taki zabytek w południowej Wielkopolsce.
- dwór z końca XIX wieku, parterowy z mieszkalnym poddaszem, z frontowym portykiem na czterech filarach, a przy dworze pozostałości parku (pow. 0,6 ha) i zespół folwarczny z tegoż okresu. Nieco dalej znajdują się dawne mieszkania dla robotników - czworaki.
- w centrum miejscowości na głównym skrzyżowaniu znajduje się obelisk upamiętniający 15 ofiar II wojny światowej.

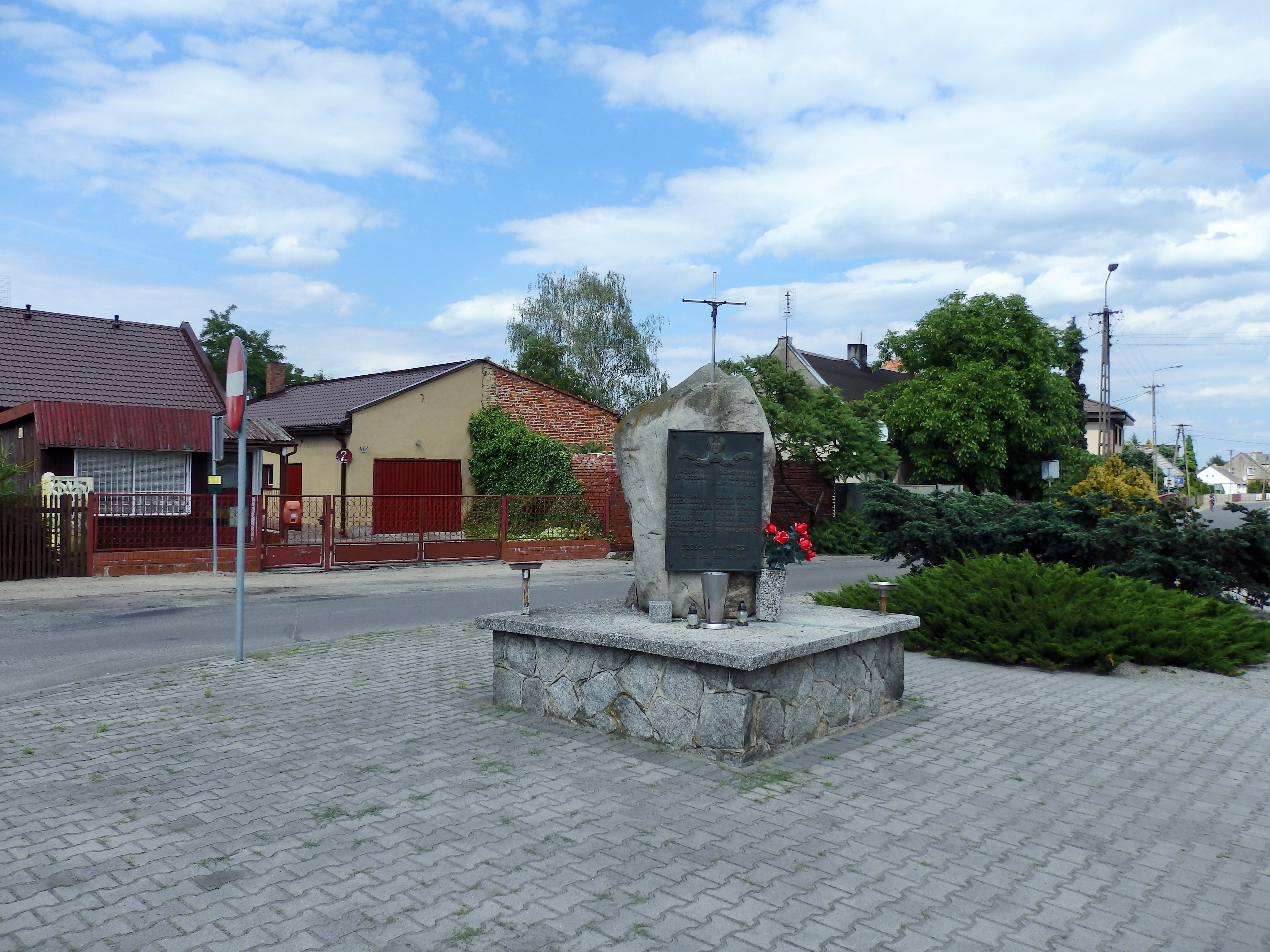
Obelisk upamiętniający 15 ofiar II wojny światowej.
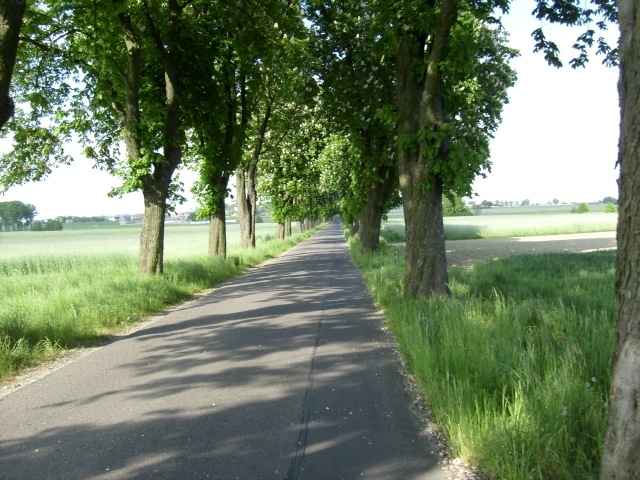
Ulica Spacerowa

## Przyroda
- las Łąkociny,
- aleja kasztanowa (ulica Spacerowa) długa na 2 km, znajdująca się przy drodze do Radziwiłłowa – kasztanowce mają do 230 cm w obwodzie,
- park dworski.